# Isis Nile
Isis Nile (Van Nuys, California; 5 de octubre de 1969) es una actriz pornográfica y modelo erótica retirada estadounidense.

## Biografía
Nació en octubre de 1969 en Van Nuys, un distrito en la región del Valle de San Fernando, situado a su vez en el condado de Los Ángeles (California), en una familia de ascendencia alemana y egipcia. Creció en la ciudad vecina de Sherman Oaks, donde asistió a una escuela católica y comenzó a estudiar Cosmetología.
Debutó como actriz porno en 1993, a sus 24 años de edad, con la película Dirty Debutantes 28.
Como actriz, ha participado en películas de estudios como Elegant Angel, Evil Angel, VCA, Vivid o Wicked Pictures y trabajado repetidamente con Alex Sanders, Peter North, Steven St. Croix o Tony Tedeschi. En 1995 grabó Clockwork Orgy, parodia a su vez de La naranja mecánica (1971) de Stanley Kubrick.
Algunas películas de su filmografía son Buttman in the Crack, Demolition Woman, Girl's Affair 2, Subway, Wild Roomies, Busty Biker Babes, Titanic Orgy o 3 Muskatits.
Se retiró como actriz en 2002, con un total de 225 películas grabadas entre producciones originales y compilaciones.

## Premios y nominaciones
| Año  | Ceremonia   | Resultado | Premio                           | Trabajo                  |
| ---- | ----------- | --------- | -------------------------------- | ------------------------ |
| 1995 | Premios AVN | Nominada  | Mejor escena escandalosa de sexo | Up and Cummers the Movie |